# Burna Boy
Дамини Ебунолува Огулу (енгл. Damini Ebunoluwa Ogulu; Порт Харкорт, 2. јул 1991), познат као Burna Boy (транскр.  Берна Бој), нигеријски је певач, текстописац и музички продуцент.

## Биографија
Рођен је 2. јула 1991. у Порт Харкорту. Мајка му је радила као преводилац, а отац водио фирму за заваривање. Деда по мајци му је био менаџер Феле Кутија. Касније му је његова мајка била менаџерка. Студирао је у Уједињеном Краљевству. Музичку каријеру је започео по повратку у Лагос.

## Дискографија
- (2013)
- (2015)
- (2018)
- (2019)
- (2020)
- (2022)
- (2023)